# Satyrus turugensis
Satyrus turugensis är en fjärilsart som beskrevs av Andrej Nikolajewitsch Avinoff och Sweadner 1951. Satyrus turugensis ingår i släktet Satyrus och familjen praktfjärilar. Inga underarter finns listade.